# Atlantide dans l'art et la culture
 (février 2017).
 (février 2017).

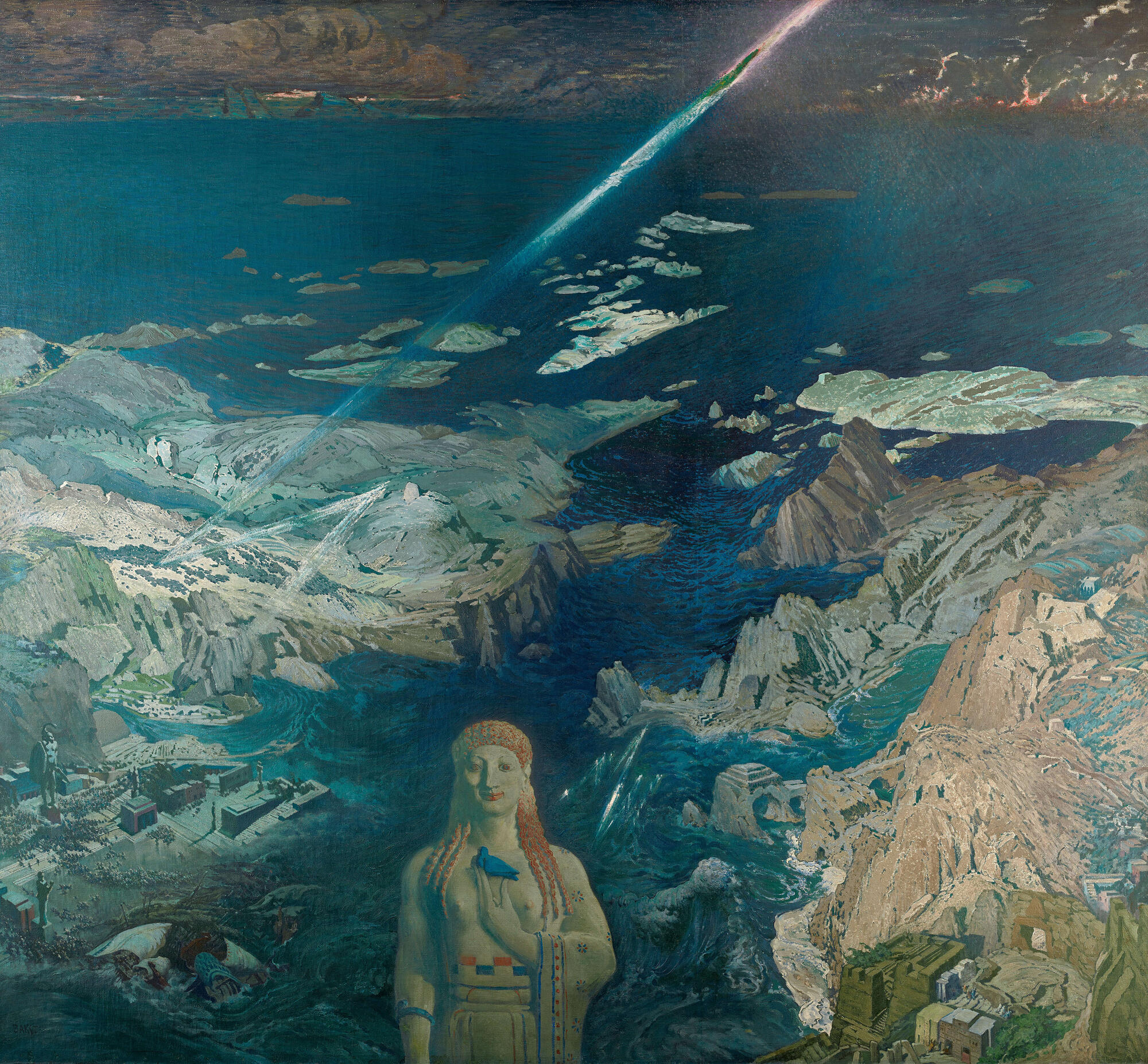
Terror Antiquus par Léon Bakst, 1908, Musée russe, Saint-Pétersbourg.

Le mythe de l'Atlantide a alimenté nombre d'œuvres littéraires et artistiques.

## Littérature

### Bande dessinée
Edgar P. Jacobs consacre à l'Atlantide le septième volume des aventures de Blake et Mortimer, intitulé L'Énigme de l'Atlantide.
Grzegorz Rosiński et Jean Van Hamme se réfèrent à l'Atlantide dans plusieurs tomes de la série Thorgal. Dans l'album Le Royaume sous le sable, on peut penser que l'Atlantide se situe dans le Sahara.
Les albums Le Triangle du diable et Le Peuple des abysses de la série Les Petits Hommes se déroulent dans une Atlantide protégée sous une bulle d'air engloutie sous le triangle des Bermudes ; ses habitants kidnappent des gens de la surface pour en faire une armée dans leur bataille contre les hommes-poissons.
Tungstene (sans accent)  est une série de bande dessinée, des éditions Tungstene, dont le dessinateur scénariste est Bruno Claret. Le héros vit sur Atlantis une petite île située à côté de l'Atlantide. On y retrouve dans l'anachronisme, la légende de leur formidable avancée technologique, mélange de technologies antiques et récentes, ainsi qu'une organisation politique et culturelle différente de celle de la légende.
Atlantis est une série de bande dessinée de François Froideval (scénario) et Fabrice Angleraud (dessin) chez Zenda.
Hugo Pratt fait référence à l'Atlantide dans Mû, une aventure de Corto Maltese dans laquelle le héros découvre avec ses amis une entrée du continent perdu.
Le comic Sigil met en scène des Atlantes considérés comme des prédécesseurs des humains.
Carl Barks emmène Donald Duck et Picsou dans une Atlantide engloutie au fond de l'océan et peuplée d'hommes-poissons dans Les Mystères de l'Atlantide en 1953.
Namor le Prince des mers est le monarque d'un royaume englouti dont la capitale s'appelle Atlantis.
Deux aventures du Scrameustache font référence à l'Atlantide : La Caverne tibétaine et Le Cristal des Atlantes.
Un manga nommé Dossier A. de Garaku Toshusai au scénario et Uoto Osamu au dessin, met en scène un archéologue qui part à la recherche de l'Atlantide.
Bob Morane rencontre des atlantes dans l’épisode Bob Morane et les tours de cristal
Aquaman est le roi de l'Atlantide, du nom de Arthur, dans la série du même nom de DC Comics.
La Galère d'Obélix incite Astérix et Panoramix à partir à la recherche de l'Atlantide (les Îles Canaries) afin de trouver le remède qui permettrait à Obélix de retrouver sa forme d'adulte.

### Roman
L'Atlantide est très peu évoquée par les auteurs antiques. Cependant, l'historien grec Théopompe de Chios (IVe siècle av. J.-C.) en réalise une parodie dans ses Philippiques en inventant l'histoire de l'île fictive de Méropide.
En 1627, Francis Bacon reprend le mythe de l'Atlantide au XVIIe avec l'utopie La Nouvelle Atlantide.
En 1869, Jules Verne, pour sa part, fait apparaître l’Atlantide lors d’une promenade au fond de l’océan organisée par le capitaine Nemo dans Vingt mille lieues sous les mers.
En 1910, dans la nouvelle L'Éternel Adam, les derniers survivants de l'humanité découvrent également les ruines de l'Atlantide.
En 1895, dans son roman Atlantis (Hetzel), André Laurie (nom d'auteur de Paschal Grousset) retrouve la trace de ce qu'est devenue la cité engloutie, ainsi que la dernière descendante de la civilisation atlante.
En 1919, L'Atlantide de Pierre Benoit prend quelques libertés avec le mythe d'origine en plaçant l'Atlantide en plein cœur du Sahara et en considérant que la catastrophe qui l'a ruinée est le « retrait brusque » de la mer et non son arrivée subite.
En 1926, dans la nouvelle Le Monde perdu sous la mer d'Arthur Conan Doyle, incluse dans les Contes de l'eau bleue, le professeur Maracot, Cyrus Headley et Bill Scanlan s'embarquent pour explorer les fonds de l'océan dans un caisson d'acier, lorsqu'ils sont attaqués par un monstre. Le peuple des Atlantes les sauve alors et les emmène dans leur cité engloutie.
Howard Phillips Lovecraft, dans des nouvelles comme L'Appel de Cthulhu s'est probablement inspiré de l'Atlantide pour R'lyeh, cité engloutie depuis des temps immémoriaux (comme cette Atlantide) où sommeille pour l'éternité Cthulhu (qui peut être ainsi vu comme Poséidon), créature extra-terrestre démentielle. Notamment dans la nouvelle de L'Appel de Cthulhu, en 1926, les sommets d'une immense cité aux pierres cyclopéennes couvertes d'algues émergent des flots après des millénaires passés dans les profondeurs abyssales.
De 1928 à 1938, l'Atlantide apparaît dans de nombreuses séries de littérature de genre, tel que, par exemple dans Harry Dickson.
En 1932, Conan le Cimmérien, écrit par Robert E. Howard, narre les aventures d'un barbare qui devient roi de ses propres mains ; l'histoire se déroule à l'Âge hyborien, situé entre la chute de l'Atlantide et l'avènement des cités antiques.
En 1928, Stanton A. Coblentz écrit The Sunken World dans Amazing Stories Quarterly puis le re-publie en 1948 chez Fantasy Publishing Company, Inc.
En 1956, Opération Atlantide est le titre d'une des aventures de Bob Morane, dues à Henri Vernes.
Depuis 1961, Atlantis est un continent dans la série allemande Perry Rhodan, sur laquelle des Arkonides se seraient installés durant la guerre contre les Méthanés, et qui est anéantie par les Droufs.
À la fin des années 1960, Atlantis est le nom d'une revue et d'un groupe de chercheurs en ésotérisme créé par Paul Le Cour.
Le roman Les Atlantes de Georges Bordonove, paru en 1965, mais inspiré à son tour par la nouvelle Последний человек из Атлантиды (Le dernier homme de l'Atlantide, 1925) de Alexandre Beliaïev, raconte l'histoire imaginée du cataclysme et de quelques survivants.
Tolkien s'est appuyé sur le mythe de l'Atlantide pour créer l'île fictive de Númenor, Atalantë en quenya, elle aussi engloutie en raison de la décadence des Númenóréens. Selon le récit du Silmarillion (1977), Númenor aurait été détruite après que ses habitants, encouragés par Sauron, se sont ligués contre les Valar et ont formé une grande armée qui devait assiéger le Valinor. Les Valar en appellent alors à Eru Ilúvatar, qui engloutit Númenor.
Christian Grenier, dans son roman La Machination paru en 1973, évoque des descendants des Atlantes partis conquérir une planète éloignée du système solaire.
En 1978 (réédité en 1992), Albert Slosman écrit Les survivants de l'Atlantide, faisant de l'Égypte l'héritière de la civilisation atlante.
Stephen Lawhead a réinterprété différemment l'histoire de l'Atlantide dans son Cycle de Pendragon (1987-1999) et l'expose ainsi : L'Atlantide aurait été un groupement d'îles, à l'Est, surnommé Les Îles des Immortels ou Avalon. Formé de neuf grands royaumes, dont le neuvième, régi par le Grand Roi, devait régner sur tous les autres. Ainsi commence l'histoire de Charis, princesse d'Atlantide, fille du Roi Avallach, qui, grâce à Throm, un prophète, prévoira la catastrophe et parviendra à sauver quelques-uns de siens et à les emmener sur l’île de Bretagne, et y fondera un nouveau royaume, sur cette terre hostile qui malgré tout deviendra la leur. Charis trouvera un jeune prince de Bretagne, Taliesin ap Elphin, avec qui elle mettra au monde l'Enchanteur que nous connaissons tous, Merlin l'Enchanteur, le Merlin qui entrera dans la Légende arthurienne. Taliesin mourra d'une flèche barbare, et Charis, quant à elle, deviendra celle que nous connaissons sous le nom de la Fée Viviane, ou la Dame du Lac.
On trouve également des allusions similaires dans Le Cycle d'Avalon de Marion Zimmer Bradley, un cycle de fantasy arthurienne. Certains personnages principaux y sont présentés comme pouvant être des réincarnations d'anciens atlantes, toujours liés par leurs amours ou haines passées.
Une autre réinterprétation de l'Atlantide a été écrite par Bernard Simonay dans la tétralogie des Enfants de l'Atlantide. Écrivant dans un genre à mi-chemin entre le roman historique et la science fantasy, il s'appuie essentiellement sur les mythologies grecque, scandinave et égyptienne, qu'il présente comme ce qu'il resterait du récit originel après des millénaires de tradition orale approximative.
En 1995 paraît Atlantides, les îles englouties, un recueil omnibus de nouvelles et romans ayant trait à l'Atlantide plus ou moins directement. On y trouve les productions de Cutliffe Hyne, Jules Verne, Henry Rider Haggard, Clark Ashton Smith, Abraham Merritt, José Moselli, Jean Carrère et bien d'autres.
De 1990 aux années 2000, de nombreux romans reprennent le mythe de l'Atlantide, parmi lesquels :
- L'Empreinte des Dieux de Graham Hancock (1996).
- Atlantis, les fils du rayon d'or (1998), roman de science-fiction de Pierre Bordage, présente les Atlantes comme une civilisation très évoluée mais qui stagne.
- Atlantide de Clive Cussler est un roman dans lequel l'écrivain fait vivre à son célèbre personnage (Dirk Pitt) la découverte du continent perdu (1999).

- L'Énigme de l'Atlantide d'Édouard Brasey (2001)
- Civilisations englouties, livre « visio-historique » de Graham Hancock (2002).

Le Cercle des immortels, de 2002 à 2009, est une série d'ouvrages écrits par Sherrilyn Kenyon, qui retracent la vie d'hommes ayant vendu leur âme à la déesse Artémis et dont le chef Acheron était un prince atlante.
Atlantide, la solution oubliée de Jacques Hébert[Lequel ?] (2003) est un livre sous forme d'enquête menée à l'aide d'indices; c'est une redécouverte des écrits de Platon, sous l'aspect d'une enquête policière.
David Gibbins publie en 2005 Atlantis.
ING : Les 7 Seuils d'Atlantis (2005) de Jean-Yves Guillaume est un roman concernant les peuples de la mer, douze siècles avant notre ère, qui débute sur les vestiges de l'Atlantide en mer du Nord pour s'achever en Palestine, avec une inspiration ésotérique et un récit initiatique.
Le Cycle des dieux (2004-2007) de Bernard Werber qui transforme l'Atlantide en l'île de la tranquillité, terre d'exil pour la civilisation utopique du personnage principal, qui se fait détruire par un tsunami.
Le roman québécois Zarya (2010) de JP Goyette qui met en relation la cité engloutie dans un autre monde avec des survivants d'Atlantide.
Le roman : Les Secrets de l'Immortel de Nicolas Flamel de Michael Scott. Atlantide est nommé Danu Talis et fut la Terre engloutie des Aînés. Elle est nommée un peu partout dans le livre.
Dans le livre Le Complexe d'Atlantis, Artemis Fowl est amené à protéger le dôme de l'Atlantide d'une éventuelle destruction. On y apprend que la cité sert notamment de prison aux malfaiteurs.
George R. R. Martin, dans la saga Le Trône de fer, s'est appuyé sur le mythe de l'Atlantide pour créer l'ancienne cité de Valyria détruite par le Fléau (un cataclysme d'origine inconnue)
Dans l'univers de Gardiens des cités perdues de Shannon Messenger, l'Atlantide est une cité construite par les elfes pour relier la civilisation humaine et elfiques. Elle est sous l'océan et est protégée par un dôme (champ de force).
Dans la saga Le cycle de Taramanda de Violaine Darmon, l'Atlantide est le principal lieu d'action du premier tome, Les amants de l'Atlantide, paru en 2019. L'île mythique est la capitale de l'empire de Taramanda dans une antiquité fictive où s'affrontent les descendants de la souveraine Taïs, la reine Victoria d'Hécate et les Amazones.

## Filmographie

### Cinéma
- 1921 : L'Atlantide de Jacques Feyder, d'après le roman de Pierre Benoit.
- 1932 : L'Atlantide de Georg Wilhelm Pabst, d'après le roman de Pierre Benoit.
- 1948 : L'Atlantide de Gregg G. Tallas.
- 1960 : Atlantis, Terre engloutie de George Pal.
- 1961 : 
  - L'Atlantide, de E. G. Ulmer, G. Masini et F. Borzage.
  - Atlantis, terre engloutie de George Pal.
  - Hercule à la conquête de l'Atlantide, de Vittorio Cottafavi.
- 1966 : Goldocrack à la conquête de l'Atlantide, d'A. Brescia[4].
- 1967 :  The Underwater Menace », un épisode de Doctor Who.
- 1986 : Le Château dans le ciel de Hayao Miyazaki, reprend la thématique d'une civilisation très en avance sur son temps et mystérieusement disparue à travers l'île flottante de Laputa, qui est au cœur de l'intrigue du film.
- 1991 : Atlantis, un film documentaire réalisé par Luc Besson.
- 2001 : Atlantide, l'empire perdu de Gary Trousdale et Kirk Wise
- 2003 : Les Énigmes de l'Atlantide de Victor Cook, Toby Shelton et Tad Stones.
- 2008 : 10 000 de Roland Emmerich, film d'aventures préhistoriques, censé se dérouler 10 000 ans av. J.-C. Les derniers Atlantes arrivent en Égypte, construisent les pyramides en asservissant les autres peuples moins développés qu'eux et domptent les mammouths après que leur île a disparu sous les eaux.
- 2012 : L'Âge de Glace 4, se termine par l'arrivée de l'embarcation comportant Manny et sa famille sur une presqu'île du nom de Scratlantide, en référence à l'écureuil Scrat et au continent atlante. Ce dernier est englouti lorsque Scrat retire le bouchon qui permettait de faire flotter la ville.

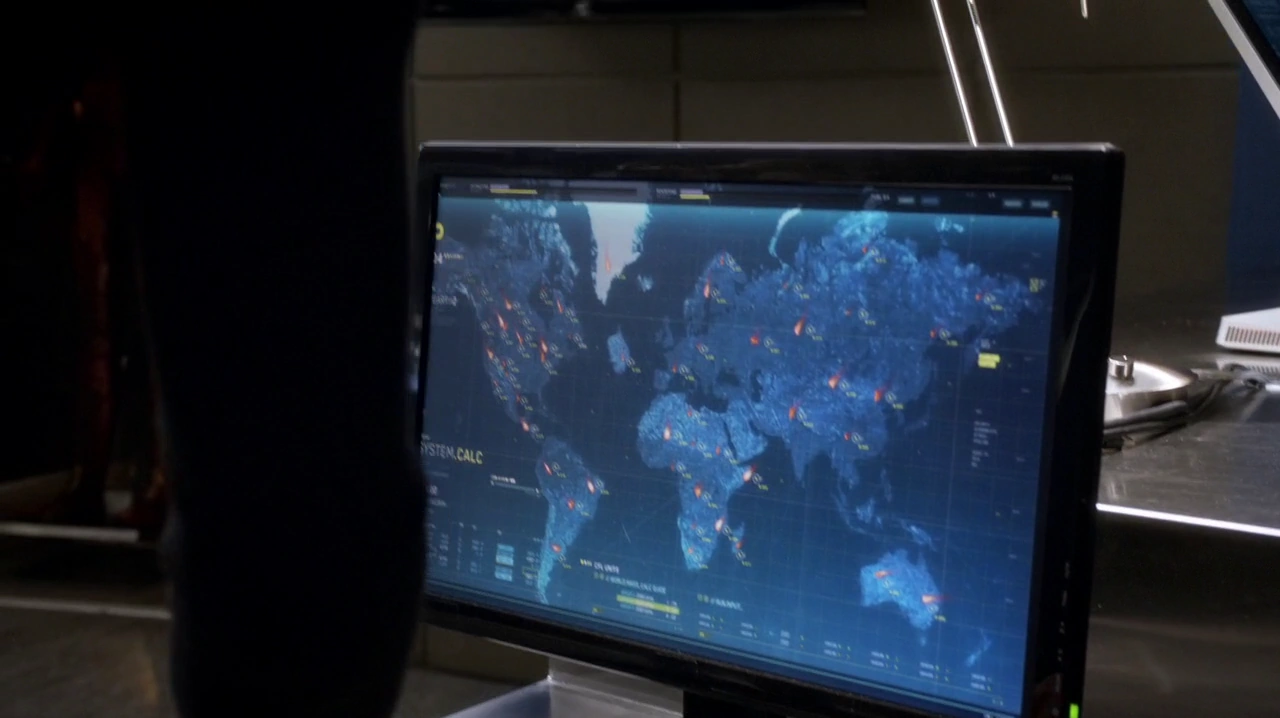
Un écran de S.T.A.R. Labs affichant une carte de Terre 2 avec l'Atlantide.

- Aquaman, héros éponyme règne sur l'Atlantide.
- Godzilla 2 : Roi des monstres, il est évoqué une ancienne cité engloutie qui vénérait Godzilla

#### Animation
- Dans Nadia, le secret de l'eau bleue, l'Atlantide prend une place centrale. Les anciens Atlantes, venus en réalité de l'espace il y a plusieurs millions d'années, y sont en effet représentés comme les créateurs de l'être humain (théorie du chainon manquant), et sont à l'origine de nombreux récits bibliques et mythologiques (la tour de Babel, la destruction de Sodome et Gomorre, l'arche de Noé, Adam et Ève...). Alors que la civilisation d'origine est déclarée éteinte, les antagonistes, l'organisation Néo-Atlantis, proclament leur héritage atlante pour justifier leur soif de pouvoir et leurs actions.
- Dans Les Mystérieuses Cités d'or, il est fait référence à l'Atlantide, située au milieu de l'Atlantique, comme ennemie du continent de Mu, situé au milieu du Pacifique. L'un et l'autre des deux continents finissent par utiliser l'arme solaire, se détruisant ainsi mutuellement dans l'épisode 37 Aux portes de la cité d’or. Ceci expliquerait que les deux continents n'existent plus à l'époque contemporaine. On apprendra dans la saison 2 de cette série qu’Esteban le personnage principal descend des atlantes
- Dans Vision d'Escaflowne, les personnages évoluent dans un monde créé par les Atlantes dans l'épisode 13 Le fil rouge du destin.
- Dans l'anime Yu-Gi-Oh!, la saison 4 s'inspire de l'Atlantide (on y voit notamment de l'orichalque, les noms des philosophes grecs Timée, Critias et Hermocrate sont utilisés pour désigner les chevaliers de l'Atlantide). L'Atlantide fait une apparition au cours de laquelle un empereur maléfique, Dartz, tient tête à Yûgi et à ses amis pour tenter de reconquérir le monde, dans les épisodes 182 a 184 (Duel avec Dartz, 6e partie et Le réveil de la grande créature, 1re et 2e parties). Cette saison n'apparaît pas dans le manga original.
- Dans l'anime Beyblade: Metal Masters, le film, se sert de l'Atlantide (on y voit notamment de l'orichalque qui sert à créer une toupie). L'Atlantide a disparu en une seule nuit et les descendants veulent se servir de la toupie mystique de Gingka pour la ressusciter à l'aide de la toupie créée via l'orichalque en métal spécial.
- Dans le dessin animé Les Mondes Engloutis, l'épisode 21 L'Ombre de Terha se déroulerait dans l'Atlantide.
- Dans Blake et Mortimer les épisodes 9 et 10 L'Énigme de l'Atlantide racontent l'histoire de l'Atlantide et la découverte d'une Atlantide futuriste.
- Dans Bob Morane l'épisode 22 Opération Atlantide.
- Dans Il était une fois... l'Espace l'épisode 18 L’Atlantide.
- Dans L'Empire des Cinq l'épisode 04. L'Atlantide et L'épisode 06. La vraie fin de l'Atlantide.
- Dans HUNTIK : hunters and seekers épisode 21 : Mise à l’épreuve.

### Télévision

#### Série
- 1977 : L'Homme de l'Atlantide de Mayo Simon et Herbert F. Solow
- 2004 : Stargate Atlantis, relatant l'exploration par les Terriens d'Atlantis, décrite comme une cité extra-terrestre située dans une lointaine galaxie.
- 2014 : Tout au long de la saison 2 et de la saison 3 de Flash, Atlantide est représentée comme une ville émergée hors des eaux sur Terre 2. Hunter Zolomon l’a décrit comme un endroit que personne ne veut quitter. Située au nord de l’océan Atlantique, à l’ouest de l’Europe et à l’est des États-Unis, elle est connue pour produire un plastique de mauvaise qualité utilisé dans les « cubes de rupture ». Après avoir sauvé Jesse Quick, les jumeaux astraux locaux de Barry Allen et Iris West-Allen ont déménagé temporairement en Atlantide pour rejoindre leur famille.

## Musique
- La chanson Atlantis de Donovan, dans laquelle il relate l'histoire de la cité engloutie.
- Atlantide, les secrets du temps 1 de Zoralkia.
- Atlantida, cantate scénique de Manuel de Falla d'après le poème catalan de Jacint Verdaguer (1946), inachevée, et complétée par Ernesto Halffter, créée en 1961.
- L'Atlantide, drame lyrique d'Henri Tomasi d'après Pierre Benoit, créée en 1954.
- La chanson Forsaken de Within Temptation dont les paroles parlent du peuple de l'Atlantide.
- Atlantis (instrumental) par Stratovarius sur l'album Dreamspace (1994).
- Le groupe Américain de metal progressif Symphony X a réalisé un album concept sur le mythe de l'Atlantide : V (album) qui est séparé en 2 parties, qui représentent l'avant et l'après l'immersion de la cité.
- Dans sa chanson L'Eau (parue en 1990 sur son album Bel), Gabriel Yacoub évoque « les cloches d'Atlantide » qu'il entend « comme un écho », un « tonnerre sous-marin qui ne parle qu'à [lui] ».
- Le groupe de death metal Atrocity a réalisé un album sur le mythe de l'Atlantide, nommé Atlantis, en 2004.
- Dans son premier album, Ascending to Infinity, le groupe de Symphonic Metal Luca Turilli's Rhapsody a dédié une chanson à l'Atlantide : Dark Fate of Atlantis. Ce morceau évoque la sanction infligée aux Atlantes par les dieux.
- Une chanson du jazzman Jacques Schwarz-Bart sur son album The Art of Dreaming est intitulée Lullaby From Atlantis.
- La chanson Faded, d'Alan Walker, interprétée par Iselin Solheim, évoque Atlantis en 2015 : Atlantis, under the sea, under the sea.

## Jeux vidéo
- Dans Atlantis: The Lost Tales (Cryo, 1997), le jeune Seth part à la recherche de Rhéa, la reine d'Atlantis, et plonge au cœur d'une intrigue mêlant complots politiques et religieux.
- Dans Atlantis II (Cryo, 1999), Ten, guidé par un moine tibétain, lutte pour maintenir l'équilibre entre les forces lumineuses et obscures que son ancêtre Seth avait maîtrisées longtemps auparavant.
- Dans le jeu d'aventure Atlantis III : Le nouveau monde (Cryo, 2001), le joueur incarne tour à tour une jeune archéologue dans les années 2020 qui part à la recherche d'un antique bâtiment égyptien dans le désert du Hoggar, une femme des plaines froides du paléolithique et un jeune voleur dans la Bagdad des Mille et une Nuits.
- Dans Indiana Jones et le mystère de l'Atlantide, l'archéologue Indiana Jones part à la recherche de la cité engloutie. Jeu d'aventures de LucasArts utilisant le moteur SCUMM.
- Dans Tomb Raider & Tomb Raider: Anniversary, Lara Croft part à la recherche du Scion des Atlantes, un artefact détenu par les trois dieux-rois de l'Atlantide. Elle finit par trouver l'île mystérieuse de l'Atlantide (qui contient une grande pyramide dorée) et qui est présentée comme pouvant être à l'origine de toutes les civilisations.
- The Legend of Zelda: The Wind Waker reprend le thème du continent englouti : par le passé, le royaume d'Hyrule a été englouti et ses plus hauts sommets sont devenus des îles où l'aventure principale se passe. Les habitants de ces îles sont des descendants de ce royaume perdu sous les mers.
- Dans Le Maître de l'Atlantide : Poséidon (2001), add-on du jeu Le Maître de l'Olympe : Zeus (tous deux développés par Sierra), le joueur incarne différents chefs atlantes (dont Atlon, le fils d' Atlas) et est chargé de bâtir le continent atlante, à travers divers scénarios, et d'étendre sa suprématie, en construisant des cités (avec des temples dont les pierres sont faites d'orichalque), en les administrant, en établissant des colonies fournissant des matières premières à la cité-mère, en combattant les armées ennemies. Le dernier scénario, Deux mondes s'affrontent, dans lequel le joueur est placé aux commandes d'une cité grecque, illustre la rivalité de la Grèce avec l'Atlantide et la fin de celle-ci, engloutie à la suite de la frappe d'une arme surpuissante dans le centre du continent. Cette arme a été conçue par les Atlantes eux-mêmes, mais elle est retournée contre eux par leurs rivaux grecs.
- Dans Rascal sur Playstation (1998), le héros voyage dans le temps et passe par « The Lost City of Atlantis », ou dans le « passé ». C'est une cité antique ou l'eau est présente partout, et dans le « présent » elle est engloutie telle une épave.
- Dans Banjo-Tooie sur Nintendo 64 (2000), un des mondes à explorer le Lagon de Joyeux Roger, illustre la cité engloutie de l'Atlantide.
- Dans Age of Mythology (2002), le début et la fin de l'histoire se passent en Atlantide. Le héros principal du jeu se nomme Arkantos et est originaire du continent. Dans les dernières missions de la campagne, le joueur assiste à la destruction de l'Atlantide. Dans l'extension Age of Mythology: The Titans (2004), les rescapés de la catastrophe sont menés par Castor, le fils d'Arkantos, qui est devenu leur leader. Tout au long du jeu, il essaie de retrouver son père et de découvrir une nouvelle terre susceptible d'accueillir son peuple.
- Dans BioShock et BioShock 2, le jeu prend place dans une cité utopique sous-marine nommée Rapture qui pourrait faire penser à l'Atlantide.
- Dans God of War : Ghost of Sparta, le jeu débute dans la cité d'Atlantide terrorisée par Scylla un monstre marin mythologique.
- Dans le mod Wars of Atlantis basé sur le jeu Rome: Total War, le joueur a la possibilité de jouer une campagne réunissant les factions atlantes, orientales, occidentales et américaines[5].
- Dans la version française de la prélogie Professeur Layton, la civilisation à l'origine des sites archéologiques visités dans les différents opus (Le Jardin d'or, La cité de l'harmonie, Le puits de l'infini et Le sanctuaire) est la civilisation aslante (Azran en anglais, sans rapport). Il est établi que les Aslantes seraient une civilisation très évoluée technologiquement ayant foulée la Terre il y a des millions d'années. Ils auraient réussis à recréer la vie par le biais de golems et l'orgueil d'une telle création les aurait poussés à vénérer cette création. Devenant oisifs et après une lutte rappelant la titanomachie, les Aslantes décident de mettre un terme à leur existence et, afin d'éviter à la Terre de voir se reproduire une pareille déviance scientifique, emprisonnent dans la glace un dernier golem anthropomorphe Gaïa (Aurora en anglais) qui devra tester la cupidité humaine le jour où ces derniers seront suffisamment avancés pour la libérer. Pensant acquérir le pouvoir Aslante qui l'a obsédé tout au long de sa vie, Léon Bronev poignarde Gaïa, prouvant donc aux Aslantes un échec similaire inévitable aux humains. Des golems attaquent désormais les installations humaines et dans un dernier test, Gaïa propose aux humains responsables de se sacrifier pour la survie de l'humanité. Souhaitant aux humains de ne pas tomber dans l'excès de la création comme ses créateurs, Gaïa disparait comme dernière témoin vivante de la civilisation. Cette référence dans la version française, absente dans les autres versions, n'est pas sans rappeler la notion d'hybris présente dans les interprétations de l'histoire de Platon.
- Dans Assassin’s Creed Odyssey , l'archéologue Layla Hassan découvre l’entrée de l’Atlantide. De retour dans l’Animus, ce sera à le/la gardien(ne), Alexios/Kassandra de la sceller. Avec le DLC Le sort de l’Atlantide, il est possible de s’y rendre grâce à une simulation créée par l’Isu Aletheia.
- Dans Genshin Impact, se trouve sous le plancher océanique du jeu les ruines d'une civilisation nommée Enkanomiya, qui fut marquée dans une histoire par une caste politique corrompue ainsi qu'un mouvement de résistance qui succomba à l'avarice. Malgré le nom d'inspiration japonaise pour les différents noms de la civilisation, ainsi que du soleil artificiel autour duquel la civilisation s'est construite, le nom des spectres trouvables ont des noms d'inspiration de la Grèce Antique

## Autres
- Le Défi d'Atlantis était une attraction du Parc du Futuroscope inspirée de l'Atlantide. Elle consistait en des projections d'images de synthèse en relief dans une salle pourvue de sièges dynamiques.
- Objectif Atlantide est une chasse au trésor sous marine.
- L'exposition d'Astérix à la BnF du 16 octobre 2013 au 19 janvier 2014 présentait notamment la reproduction des voyages d'Astérix sur une carte incluant la Méditerranée, l'Europe et le Moyen-Orient. À l'extrémité gauche de la carte figurait l'Atlantide, située dans l'Océan Atlantique qui sert de cadre final de l'album La galère d'Obélix.
- L'équipe des Atlantes de Biarritz, club de football américain de Biarritz créé dans les années 90.